# José Luis Díaz
José Luis Díaz Sulca (* 28. Juli 1974 in Buenos Aires) ist ein ehemaliger argentinischer Fußballspieler. Der Mittelfeldspieler wurde mit dem CD Cobreloa drei Mal chilenischer und mit Universidad de San Martín einmal peruanischer Meister.

## Karriere
José Luis Díaz begann seine Karriere 1994 bei CD Mandiyú. Danach verbrachte der Mittelfeldspieler einen großen Teil seiner Karriere in Chile. Mit dem CD Cobreloa gewann er die Meisterschaften der Apertura 2003, der Clausura 2003 und der Clausura 2004. Zudem lief Díaz per Leihbasis von Cobreloa für Tianjin Teda aus China auf. 2008 wechselte der Mittelfeldspieler nach Peru zu Universidad  de San Martín. Mit dem Klub wurde er 2008 peruanischer Meister. Ab 2010 lief der Argentinier dann für Klubs aus seiner Heimat, vorrangig aus der zweiten Liga, auf. Die einzige Ausnahme war 2012, als er mit 37 Jahren nochmal auf Bitten des Trainers Nelson Acosta eine Saison für Cobreloa spielte. Seine Karriere beendete Díaz 2015 beim Sacachispas FC, der zu dieser Zeit in der vierten Liga spielte.

## Erfolge
Cobreloa
- Primera División: 2003-A, 2003-C, 2004-C

Universidad San Martín
- Primera División: 2008